# سنديان برانتي
السنديان البرانتي نوع نباتي شجري من جنس السنديان من الفصيلة الزانية.

## الموئل والانتشار
ينتشر هذا النوع في المشرق العربي (من جبال اللاذقية وجبل لبنان وصولاً إلى جبال زاغروس) وتركيا وإيران.